# Małgorzata Tusková
Małgorzata Tusková (roz. Sochacká; * 1957 Gdyně) je polská historička, manželka současného polského premiéra Donalda Tuska.

## Život
Narodila se v Gdyni na severu Polska. Je dcerou polské učitelky Stefanie Bałchanowské a důstojníka polského námořnictva Jana Sochackiego. Po absolvování lycea v Gdyni vystudovala historii na univerzitě v Gdaňsku, kde se také seznámila se svým budoucím manželem Donaldem.

### Publikační činnost
V roce 2013 vydala autobiografickou knihu s názvem Między nami (česky Mezi námi), jež pojednává o jejím životě s Donaldem, či tehdejším polském disentu. Kniha byla pozitivně hodnocena a srovnávána s pamětmi manželky Lecha Wałęsy, Danutou. Tato kniha jí byla také inspirací, dodala jí odvahu k sepsání vlastní knihy.